# Castello di Giannina
Il castello di Giannina (in greco Κάστρο Ιωαννίνων?) è l'insieme degli apparati fortificati della città-vecchia di Giannina (Grecia nord-occidentale). Si compone principalmente delle opere difensive fatte erigere da Alì Pascià di Tepeleni alla fine del XVIII secolo, pur comprendendo ancora strutture datate all'epoca dell'Impero bizantino.

## Storia
La prima menzione ufficiale del castello di Giannina data al 1020, quando la struttura viene citata in un decreto del basileus Basilio II Bulgaroctono. Quasi sicuramente, l'erigenda della fortezza data però a diversi secoli precedenti. Procopio (De aedificiis, IV.1.39–42) riporta che nel VI secolo l'imperatore bizantino Giustiniano fece costruire una nuova ben fortificata città per gli abitanti di Euroia. Il dato non è però supportato da evidenze oggettive. Recenti scavi archeologici hanno rinvenuto un tracciato murario preesistente l'intervento giustinianeo, databile all'Ellenismo. Non è stato però ancora possibile definire a quale antica città dell'Epiro corrisponda l'odierna Giannina. Gli studi di Tsoures hanno datato ad un intervento bizantino del X secolo, ripreso nel XI secolo, le mura e le cittadelle di nord-est e sud-est (quest'ultima ritenuta tradizionalmente frutto di un intervento ascrivibile all'occupazione della città da parte dei normanni di Boemondo di Taranto).
Con il collasso del potere bizantino nel 1204 (v. Quarta crociata), la storia di Giannina si fece turbolenta.

Inizialmente parte del Despotato d'Epiro, venne rioccupato dal restaurato impero dei Paleologi nel 1319, salvo poi essere conquistata dai serbi di Stefano Uroš IV Dušan nel 1346. Alla morte del despota serbo Tommaso Preljubović (1385), la città passò ad un avventuriero fiorentino, Esaù de' Buondelmonti, cui succedettero nel 1411 i Tocco, conti di Cefalonia e Zante, gli ultimi signori cristiani della città prima della conquista da parte degli ottomani il 9 ottobre 1430.

Durante il XIII secolo, le fortificazioni di Giannina furono oggetto di ampliamenti e ristrutturazioni (fond. la cittadella di nord-est), proseguite nel XIV secolo per opera del despota Preljubović. Mancano però dati significativi relativi all'effettiva consistenza degli apparati, al numero delle torri e quant'altro.
Nel 1670, Giannina divenne il centro di una nuova circoscrizione amministrativa ottomana, il Eyalet di Giannina, strategicamente collocato tra le montagne che separano Albania e Grecia. Nel 1788, il dominio sulla città passò ad Alì Pascià di Tepeleni, già sangiacco di Trikala, che fece della città la capitale di un vasto stato semi-autonomo estesosi a nord e sud a discapito degli altri potentati locali.

Durante il dominio di Ali Pascià, le strutture fortificate di Giannina vennero massicciamente ristrutturate ed abbellite, raggiungendo l'apice del loro splendore. La città venne poi attaccata dagli ottomani, inviati dal sultano Mahmud II a deporre Tepeleni (1822).
Giannina restò in mano ottomana sino al 1913, quando venne conquistata dai greci durante la prima guerra balcanica.

Il centro fortificato mantenne validità strategica sino al 1920, poi perse qualsiasi funzionalità da un punto di vista militare.

## Architettura
Il castello di Giannina sorge su di un promontorio roccioso in aggetto sul lago Pamvotida, nell'angolo sud-orientale dell'attuale città. Il complesso è diviso in due distinti cittadelle: la cittadella nord-orientale, ora dominata dalla moschea di Aslan Pascià, e la più grande cittadella sud-orientale, chiamata Its Kale (tu. Iç Kale, "Castello Interno").